# Monatin
Monatin, auch als Arruva bezeichnet, ist ein natürlicher Süßstoff. Er kann aus der Wurzelrinde von Sclerochiton ilicifolius isoliert werden, einer Pflanze, die im Transvaal vorkommt. Diese Pflanze ist nicht kultivierbar.
Der Name „Monatin“ leitet sich vom indigenen Wort für die Substanz „molomo monate“ (= „Mund hübsch“) ab. Die Substanz wird als volkstümliches Süßungsmittel genutzt.
Die Zersetzung der Substanz mit Indolgerüst führt durch die Bildung von Skatol zu einem ausgeprägten Fäkalgeruch.
Die Süßkraft liegt etwa bei 1300–3000.
Das Unternehmen Cargill besitzt über 50 der mehr als 200 vorhandenen Patente im Zusammenhang mit Monatin.